# Glavni most
Glavni most, auch Stari most (Deutsch: Hauptbrücke, auch Alte Brücke, historisch: Reichsbrücke) ist eine 1913 eröffnete Brücke über die Drau in der Stadtgemeinde Maribor, im Nordosten Sloweniens. 

## Lage
Die Brücke verbindet den Stadtbezirk Center am nördlichen Flussufer mit dem Stadtbezirk Magdalena am rechten Drauufer. 
Sie liegt zwischen der unmittelbar westlich gelegenen Fußgängerbrücke Splavarska brv (Flößersteg) und der Eisenbahnbrücke.
Die Zufahrt von Norden erfolgt vom Hauptplatz (Glavni trg). Im Stadtbezirk Magdalena endet sie am Trg revolucije.

## Beschreibung
Die Brücke besteht aus drei parabolisch geformten und 1,2 m hohen, trogförmigen, vollwandigen Eisenbögen mit einer Breite von 42 m bzw. 40,32 m, die über die Träger mit beweglichen Gelenken im Brückenschacht verbunden sind. Das Fahrbahnbauwerk ist 12 m breit und 20,50 m hoch über dem Niedrigwasserspiegel. Um die beiden Ufer verbinden zu können, mussten sie einen Höhenunterschied von 8 m überbrücken, was mit einer Längsneigung von 2,5 % erreicht wurde. An beiden Ufern der Drau ist die Brücke durch eine fünfbogige (linkes Ufer) bzw. dreibogige (rechtes Ufer) gemauerte Zufahrtsrampe verbunden. Die Brücke ist 274 m lang, davon überspannen 122 m tatsächlich die Drau. Die Uferstützen sind auf 16 m langen und 8,60 m breiten Stahlbetonsenken angebracht.

## Geschichte
Die Hauptbrücke wurde in den Jahren 1909 bis 1913 gebaut und die Eröffnungsfeier fand am 23. August 1913 statt. Die neue Brücke ersetzte die alte hölzerne Draubrücke, die bis dahin einige Dutzend Meter westlich der jetzigen Brücke stand und später abgerissen wurde. Der Bau der neuen Brücke erfolgte aufgrund der Zunahme des Straßenverkehrs entlang der Triester-Straße in Richtung Wien–Triest.
Die Brücke wurde nach den Plänen des Wiener Architekten und Stadtplaners Eugen Fassbender (1854–1923) erbaut, der Plan für den Bau der Brücke stammt vom Ingenieur C. Haberkalt. Der Entwurf der Brücke orientiert sich an der älteren Eisenbahnbrücke über die Drau (1864–1866), die östlich davon liegt.